# Альфред Боймлер
Альфред Боймлер (нім. Alfred Baeumler; нар. 19 листопада 1887, Нойштадт, Австрійська імперія (нині — Нове-Мєсто-под-Смркем, Ліберецький край, Чехія) — пом. 19 березня 1968, Енінген (Ройтлінген), Німеччина) — німецький філософ і педагог, один з ідеологів нацизму, близький друг Томаса Манна.

## Погляди
Альфред Боймлер широко використовував ідеї Фрідріха Ніцше. Силу індивідума він пов'язував з війною, при якій ця сила виявлялася просто необхідною.
Разом з Альфредом Розенбергом — один з найвпливовіших ідеологів Націонал-соціалістичної німецької робітничої партії (НСДАП).
З 1924 викладав у Технічному Університеті Дрездена, звання доцента здобув в 1928, ординарного професора — в 1929. З 1933 читав курс лекцій з філософії та політичних наук в університеті Берліна. Згодом став директором Інституту політичної педагогіки («Reichsamtsleiter») Управління науки Альфреда Розенберга.
Боймлер, будучи професором Берлінського університету, став сполучною ланкою між вищими навчальними закладами Німеччини та відомством Альфреда Розенберга, який відповідав за ідеологічну підготовку членів нацистської партії.
Сприяв перетворенню Ніцше у пророка Третього рейху.
Боймлер перетворив думки Ніцше у міф, який в Німеччині поставили на службу нацистському світогляду. Підкреслював героїзм, проголошений Ніцше, його висловлювання про силу волі та ідеал аристократичної спільноти. Дійсно, такі ідеї можна знайти у Ніцше, філософія якого не була систематичною і який виступав проти християнства й демократії. Однак Боймлер приховує ненависть Ніцше до націоналізму і його концепцію німців. 
Боймлер пов'язав погляди Ніцше з нордичними і солдатськими достоїнствами і чеснотами. Військовий досвід він змальовував у героїчному ореолі.

У своїх роботах писав: 
|  | Завдання нашої раси: бути лідером Європи. … Чим була б Європа без німецької Півночі? Чим була б Європа без Німеччини? Колонією Римської імперії. … Німеччина може існувати лише у вигляді світової історичної величі. … Німецька держава у майбутньому не буде продовженням творіння Бісмарка, але буде створена з духу Ніцше і духу Великої війни. Альфред Боймлер. Ніцше і націонал-соціалізм. |

|  | Людство потребує вимирання людей, погано пристосованих до навколишнього середовища, слабких та дегенератів. А християнство намагається їх підтримувати. Альфред Боймлер. Трактат з історії німецького духу. Берлін, 1937. |

|  | Людина буде чинити аморально, намагаючись насильно утвердити мораль. Альфред Боймлер. Трактат з історії німецького духу. Берлін, 1937. |

## Вибрані праці
- Kants Kritik der Urteilskraft, ihre Geschichte und Systematik, 1923.
- Bachofen und Nietzsche, 1929.
- Nietzsche, der Philosoph und Politiker, 1931.
- Nietzsches Philosophie in Selbstzegunissen, 1931.
- Die Unschuld des Werdens. Der Nachlass, ausgewählt und geordnet von Alfred Baeumler , 1931.
- Männerbund und Wissenschaft, 1934.
- Studien zur deutschen Geistesgeschichte, 1937.
- Politik und Erziehung. Reden und Aufsätze , 1937.